# بیلی کابهم
بیلی کابهم (انگلیسی: Billy Cobham؛ زادهٔ ۱۶ مهٔ ۱۹۴۴) طبل‌زن، و آهنگساز اهل پاناما است. وی از سال ۱۹۶۸ میلادی تاکنون مشغول فعالیت بوده است.